# Кеті Перрі
Ке́ті Пе́ррі, ім'я при народженні Ке́трін Елі́забет Га́дсон (нар. 25 жовтня 1984, Санта-Барбара, Каліфорнія, США) — американська авторка-виконавиця, композиторка, акторка, танцюристка, музична продюсерка, підприємиця, філантропка, автобіографка, феміністка та ЛГБТ-активістка.

## Біографія
Народилась у Санта Барбарі середньою дитиною в сім'ї двох п'ятдесятницьких пасторів. Підліткою змінила прізвище на Перрі (дошлюбне прізвище її матері), оскільки «Katy Hudson» було дуже схоже на Кейт Гадсон. Має португальське, німецьке, ірландське та англійське коріння.
З дитинства слухала музику у стилі госпел та співала у церковному хорі. Закінчила Dos Pueblos High School в Голета, Каліфорнія, у 2003 році та у 18 років переїхала до Лос-Анджелесу. 
На музику Кеті Перрі значною мірою вплинули гурти: Queen, Аланіс Моріссетт, Heart, Джоні Мітчелл, Incubus та інші.

## Кар'єра
У 2001 році вийшов дебютний альбом співачки «Katy Hudson», проте він був комерційно неуспішним через банкрутство лейблу, що видав його. У 2004—2005 роках вона записала альбом «The Matrix» (з однойменною компанією «The Matrix») та сольний альбом — проте жоден із них не був виданий. Після того, як Стів Томас та Дженніфер Кнеп підписали Перрі до їх лейблу «Red Hill Records», вона випустила свій перший компакт-диск «Katy Hudson» в 2001, в жанрі християнський госпел. 2004 року Перрі об'єдналась із командою «The Matrix», котра була номінована на Греммі і резюме котрої включало співпрацю з Авріл Лавін, Шакірою та Korn. «Matrix» будувала плани, щоб зробити запис їх власного альбому разом з Перрі. Проєкт у кінцевому рахунку було відкладено, оскільки Перрі з'явилась в 2004 році в рецензії журналу Блендер, який змальовував її як «The Next Big Thing!». В інтерв'ю Перрі заявила, що вона не була «типовою християнкою», згадуючи, що зробила «багато поганих речей» в юності. З невипущеним альбомом з «Matrix» Перрі в кінцевому рахунку підписала контракт із «Columbia» у 2007. Її дебютний сингл «Ur So Gay» з його текстом і відео звинуватили в гомофобії. 

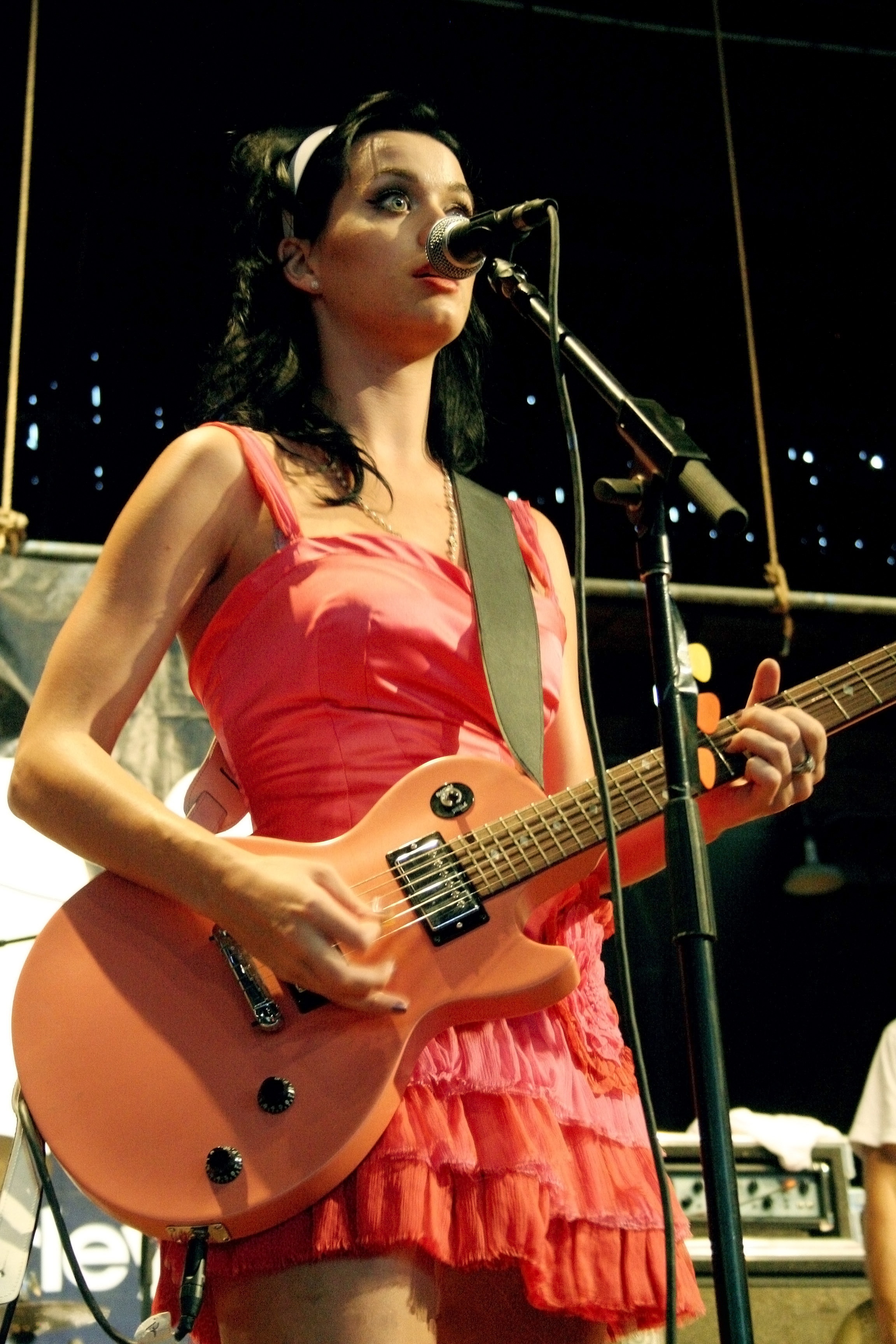
Виступ Перрі, липень 2008

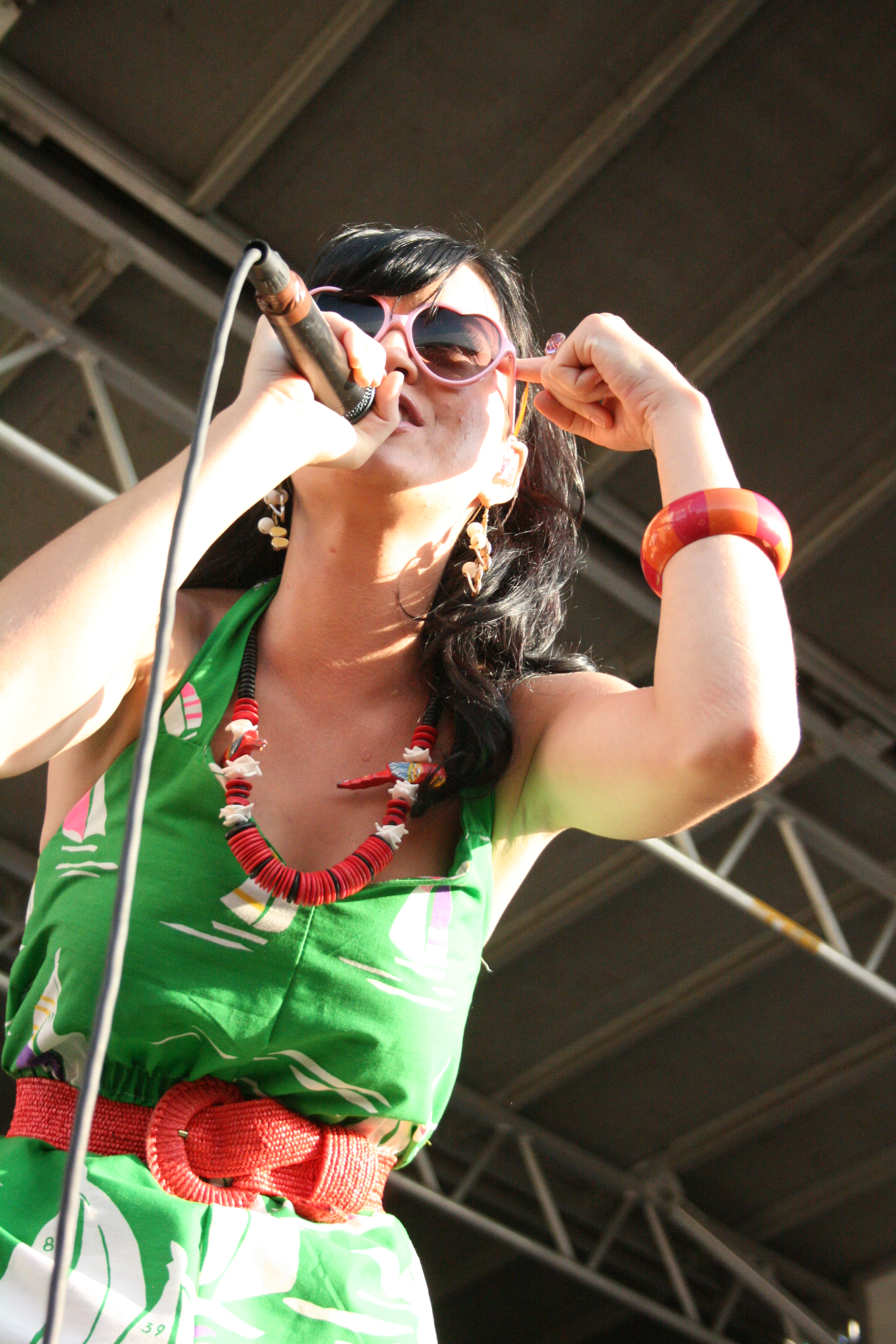
Виступ Перрі на Warped Tour, серпень 2008

Перший повноцінний альбом Кеті Перрі «One of the Boys» вийшов у США 17 червня 2008 року. 29 квітня 2008, її перший офіційний сингл з альбому «One of the Boys», «I Kissed a Girl», дебютував в Магазині iTunes. Пісня стартувала у Billboard Hot 100 на № 76, піднявшись на № 1 25 червня 2008. Музичне відео на «I Kissed a Girl» було показане 21 травня 2008 на MySpace. Перрі випустила сингл «Hot n Cold» 9 вересня 2008. Він став її другим синглом, що потрапив у top 5 hit у США, також досяг № 7 у Великій Британії за місяць до справжнього випуску.
У травні 2010 року Перрі випустила сингл «California Gurls» за участю репера Snoop Dogg. Сингл став неабияким хітом і був проданий у кількості 8 000 000 цифрових завантажень у світі. «California Gurls» протрималася на 1 місці в американському чарті 6 тижнів. У липні вийшов другий сингл з майбутнього альбому «Teenage Dream», який також очолив американський чарт і протримався на першому місці 2 тижні. Після виходу синглів в серпні відбулася прем'єра третього альбому Перрі «Teenage Dream». Альбом стартував на першому місці в США, Канаді, Великій Британії та інших країнах. На підтримку альбому вона вирушила у світовий тур «California Dreams Tour». Для подальшого промоушену альбому Перрі випустила третій сингл з альбому «Firework», який потрапив на перше місце в американському чарті.
Через високий рівень інтернет-продажів пісню «E.T.» вирішили випустити як сингл, але в іншій версії. Для запису запросили репера Каньє Веста — причому версія з Вестом не ввійшла до альбому, але у його перевидання. Сингл посів перше місце в американському чарті, як і всі 4 сингли з альбому, — це велика рідкість: мало кому з артистів вдавалося подібне. У кліпі Перрі на пісню «Last Friday Night» були присутні такі відомі люди, як саксофоніст Кенні Джі, висхідна співачка Ребека Блек і актор з серіалу «Хор» Кевін Макхейл.
Кеті Перрі стала першим виконавцем, що в інтернеті продав 5 синглів тиражем понад 4 мільйонів копій: «Hot N Cold» (4,91 млн.), «Firework» (4,53 млн.), «I Kissed a Girl» (4,07 млн.) , «California Gurls» (4,88 млн.) і «E.T» (4,06 млн.). У серпні 2011 року Перрі стала першим виконавцем, з одного альбому якого («Teenage Dream») відразу 5 синглів («Last Friday Night (TGIF)», «California Gurls», «Firework», «E.T») очолювали чарт Billboard Pop Songs — це сталося вперше за всю його 19-річну історію . Одночасно Кеті Перрі стала першою жінкою (і другою в історії — після Майкла Джексона), з одного альбому якої («Teenage Dream») відразу п'ять синглів («Last Friday Night (TGIF)», «California Gurls», «Firework», «E.T.») очолювали головний чарт Billboard Hot 100.
Окрім музики, в планах Перрі ще й кіно та створення власної лінії парфумів (аромати «Purr» і «Meow»). Вона озвучила Смурфетту в повнометражній версії мультфільму «Смурфики» (англ. The Smurfs). Студія EA Games планувала розробити кілька ігор в рамках франшизи Sims, головною дійовою особою яких буде Перрі. У березні 2012 стартували продажі гри «Sims 3: Showtime — Katy Perry Collector's Edition». Перрі брала участь у рекламних і маркетингових кампаніях бренду.

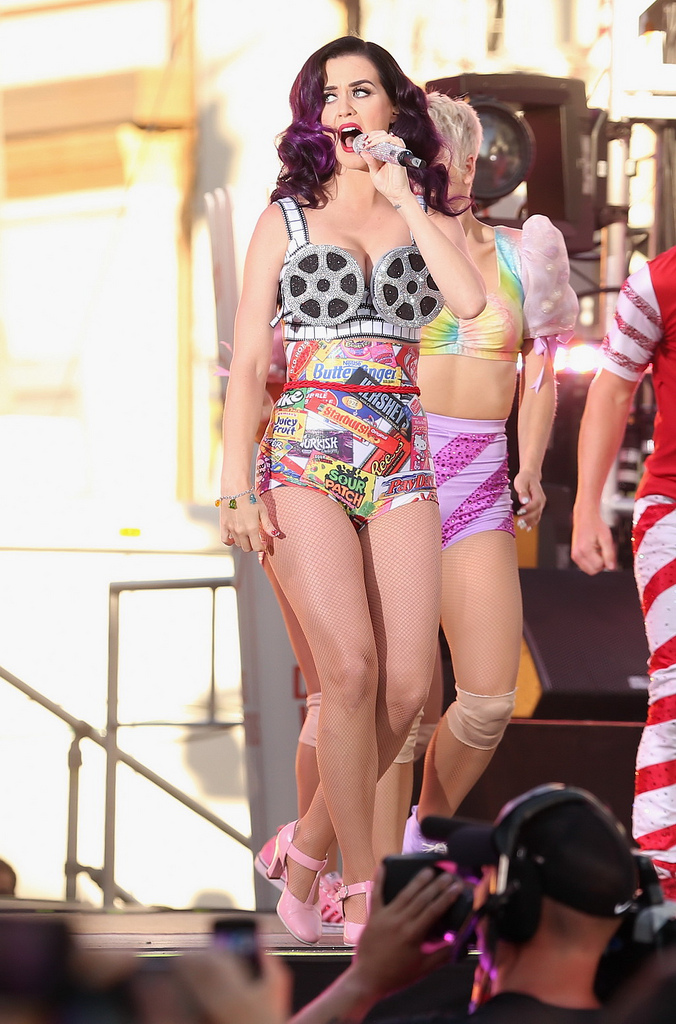
Перрі на прем'єрі фільму «Кеті Перрі: Частинка мене», 2012 рік

3 березня 2012 сингл «Part of Me» дебютував на 1-му місці Billboard Hot 100, ставши 7-м синглом номер один в кар'єрі співачки. А 25 березня сингл очолив UK Singles Chart. «Part of Me» увійшов до перевидання альбому Кеті «Teenage Dream» .
У листопаді 2012 року Перрі розпочала роботу над четвертим альбомом Prism. Вона сказала «Billboard»: «Я точно знаю стиль альбому, який я хочу зробити наступним чином: я знаю типи пісень, забарвлення і тон», «Я навіть знаю, який тип туру я буду робити далі. Буде дуже приємно, якщо бачення, яке є в моїй голові, стане реальністю». Хоча вона повідомила L'Uomo Vogue у червні 2012 року, що планує мати «темніші елементи» у новому альбомі після закінчення його виходу. Перрі відкрила MTV Video Music Awards 2013 і сказала, що вона змінила напрям альбому після періодів самоосмислення: «Я відчуваю себе як призма», яка надихнула співачку на нову назву альбому. «Roar» вийшов як промо-сингл «Prism» 10 серпня 2013 року. Він рекламувався на MTV Video Music Awards і досяг першої сходинки на Billboard Hot 100. «Unconditionally» вийшов 16 жовтня 2013 року і досяг 14-ї сходинки в американських чартах.

Перрі на церемонії NRJ Music Awards, 2013 рік

Prism вийшов 18 жовтня 2013 року та був проданий тиражем 4 мільйони примірників станом на серпень 2015 року. Він отримав позитивні відгуки від критики і дебютував на першому місці у чарті Billboard 200.
Перрі почала писати пісні для нового альбому в червні 2016 року. Вона записала гімн для Літніх Олімпійських ігор 2016 року під назвою «Rise», який вийшов наступного місяця. Перрі вирішила випустити його як автономний трек, а не зберігати його для альбому, «бо зараз більше, ніж будь-коли, існує потреба в об'єднанні нашого світу». NBC також відчув, що послання пісні говорило «прямо до духу Олімпіади та його спортсменів» за свої натхненні теми. Ця пісня стала першою в Австралії і досягнула найвищої сходинки, а у США вона досягла 11-ї сходинки. У серпні Перрі заявила, що вона прагне зробити матеріал, «що об'єднує і надихає». 
10 лютого 2017 р. Перрі випустила новий сингл разом з Skip Marley під назвою «Chained to the Rhythm», яка досягла першої сходинки в Угорщині і четвертої у США. Другий сингл, «Bon Appétit», за участі Migos вийшов 28 квітня 2017 року. Альбом «Witness» вийшов 9 червня 2017 року, отримав змішані відгуки і дебютував на першому місці в США. Щоб супроводжувати випуск альбому, Перрі почала транслювати себе на YouTube у той же день у прямому ефірі під назвою «Katy Perry Live: Witness World Wide» до 12 червня, завершуючи живим концертом в останній день. Прямий ефір має понад 49 мільйонів переглядів з 190 різних країн. Її майбутній тур відбудеться в Північній Америці з вересня 2017 р. по лютий 2018 р. 15 червня Калвін Гарріс випустив пісню «Feels» разом з Перрі, Бі-Шоном та Фарреллом Вільямсом з альбому Funk Wav Bounces Vol. 1.
Окрім запису музики, Перрі зіграла у фільмі Zoolander 2, який вийшов у лютому 2016 року. Вона також була суддею на телешоу «American Idol» в 2018 році.

## Особисте життя
Кеті Перрі познайомилася з вокалістом гурту «Gym Class Heroes» Тревісом Маккоєм (англ. Travis McCoy) випадково на одній із студій звукозапису в Нью-Йорку. Після року дружби між ними був роман, в грудні 2008 вони розлучилися. У квітні 2009 року відновили стосунки, проте знову розійшлись.
Кеті Перрі заявила, що хоче знайти творчого чоловіка, який виражає свої емоції через роботу і який зможе зрозуміти і поділяти її погляд на життя. Цього ж року співачка почала зустрічатися з британським коміком Расселом Брендом. Заручини з Брендом відбулися в Індії у новорічну ніч. Одруження відбулося теж в Індії 23 жовтня 2010 року. 30 грудня 2011 року Бренд подав на розлучення, пославшись на «непереборні розбіжності». Він не став претендувати на половину майна Перрі. Офіційно розлучення завершилося 14 липня 2012 року.
Після розриву з Брендом співачка в соцмережах виклала фото в обіймах найвисокооплачуванішого манекенника світу Батиста Джіабіконі, а пізніше була на побаченні з зіркою «Сутінків» Робертом Паттінсоном.
З 2016 року почала зустрічатися з актором Орландом Блумом. 1 березня 2017 року стало відомо, що пара розійшлася, у квітні 2018 року поновила стосунки. 15 лютого 2019 року в Інстаграм Блума та Перрі з'явилися повідомлення про заручини.. 5 березня повідомила, що вагітна. 26 серпня 2020 Кеті Перрі народила доньку. Про це на своїй сторінці в інстаграмі того ж дня повідомив наречений, Блум. Він також оприлюднив перший знімок новонародженої: на фото з підписом «Ласкаво просимо, Дейзі Дав Блум» зображена рука дитини в долонях батьків. У червні 2025 повідомили  що  вони розлучаються .
З 2010 року Кеті Перрі займається трансцендентною медитацією, вона медитує перед концертами.
Кеті Перрі стала однією з перших володарів розумних годинників Apple Watch від компанії Apple, перед тим, як ці годинники вийшли у продаж.
У квітні 2025 року побувала у космосі.

## Підтримка України
Під час повномасштабного російського вторгнення в Україну, яке є частиною російсько-української війни, співачка Кеті Перрі підтримала українців на концертах у Лас-Вегасі, останній з який відбувся 19 березня. Під час кожного виступу виконавиця закликала фанатів гучними вигуками підтримати Україну. Окрім цього, Перрі взяла участь у флешмобі Stand Up for Ukraine на підтримку України, який запустила організація Global Citizen.
«Ми всі бачили, який жах розгорнувся в Україні, тому ми знаємо, як відчайдушно вони потребують допомоги», — написала співачка.
26 березня 2023 року у своєму Instagram сторіз та рілз запостила, як її чоловік зустрівся з українськими дітьми і Володимиром Зеленським.
У 2024 році на концерті Сабріни Карпентер  була одягнена у українське вбрання.

## Дискографія
- Katy Hudson (2001)
- One of the Boys (2008)
- Teenage Dream (2010)
- Prism (2013)
- Witness (2017)

### Сингли
- З альбому Katy Hudson (2001):
  - «Trust in Me» (2001)
  - «Search Me» (2001)
- З альбому One of the Boys (2008):
  - «I Kissed a Girl» (2008)
  - "Hot N Cold (2008)
  - "Thinking of You (2009)
  - "Waking Up in Vegas (2009)
- З альбому Teenage Dream (2010):
  - «California Gurls» (feat. Snoop Dogg — 2010)
  - «Teenage Dream» (2010)
  - «Firework» (2010)
  - «E.T.» (feat. Kanye West — 2011)
  - «Last Friday Night (T.G.I.F.)» (2011)
  - «The One That Got Away» (2011)
- З альбому Teenage Dream: The Complete Confection (2012):
  - «Part of Me» (2012)
  - «Wide Awake» (2012)
- З альбому Prism  (2013):
  - «Roar» (2013)
  - «Unconditionally» (2013)
  - «Dark Horse» (2013)
  - «Birthday» (2014)
  - «This Is How We Do» (2014)
- З альбому Witness (2017):
  - «Chained to the Rhythm» (feat. Skip Marley — 2017)
  - «Bon Appétit» (feat. Migos — 2017)
  - «Swish Swish» (feat. Nicki Minaj — 2017)
  - «Save as Draft» (2017)

#### Промо-сингли
- З альбому One of the Boys (2008):
  - «Ur So Gay» (2007)
- З альбому Teenage Dream (2010):
  - «Not Like the Movies» (iTunes Exclusive — 2010)
  - «Circle the Drain» (iTunes Exclusive — 2010)
- З альбому Prism (2013):
  - «Dark Horse» (2013)
  - «Walking on Air» (2013)

#### Без альбому
- Гімн Олімпіади 2016
  - «Rise» (2016)

## Тури
- Hello Katy Tour (2009)
- California Dreams Tour (2011—2012)
- Prismatic World Tour (2014—2015)
- Witness: World Tour (2017—2018)

## Нагороди та номінації

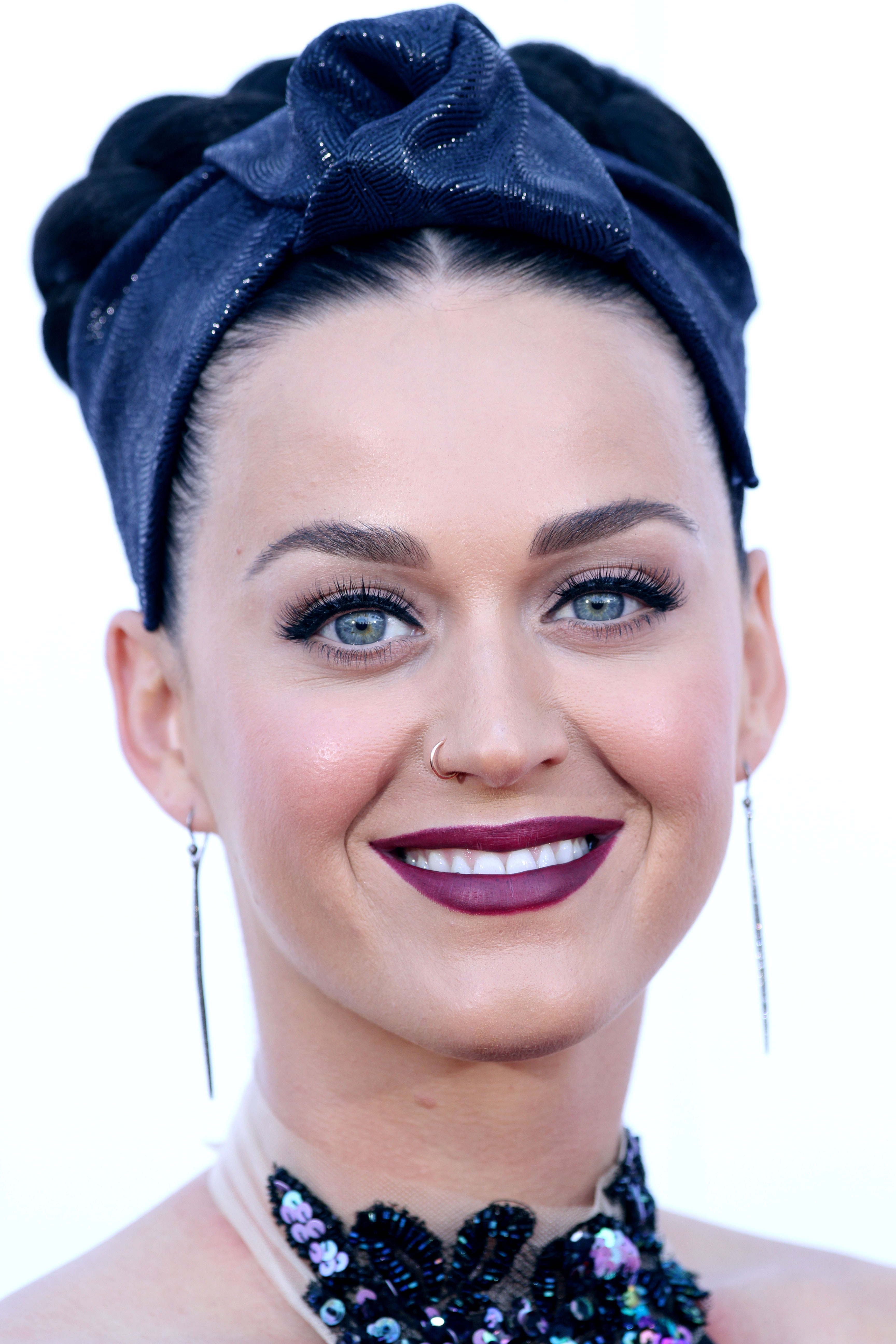
Перрі на церемонії ARIA Music Awards, 2014 рік

Кеті Перрі має 73 нагороди та понад 190 номінацій.
| Рік  | Премія                          | Номінація                | Номінована робота      | Результат |
| ---- | ------------------------------- | ------------------------ | ---------------------- | --------- |
| 2008 | MTV Video Music Awards          | Найкраще жіноче відео    | «I Kissed a Girl»      | Номінація |
| 2008 | MTV Video Music Awards          | Прорив року              | «I Kissed a Girl»      | Номінація |
| 2008 | MTV Europe Music Awards         | Прорив року              |                        | Перемога  |
| 2009 | MTV Video Music Awards          | Найкраще жіноче відео    | «Hot n Cold»           | Номінація |
| 2009 | MTV Video Music Brasil          | Міжнародна співачка      | Katy Perry             | Номінація |
| 2011 | Вибір народу (премія)           | Улюблена співачка        | Кеті Перрі             | Перемога  |
| 2011 | Nickelodeon Kids' Choice Awards | Улюблена співачка        | Кеті Перрі             | Перемога  |
| 2011 | Juno Awards                     | Міжнародний альбом року  | Teenage Dream          | Перемога  |
| 2011 | Billboard Music Awards          | Top Hot 100 Artist       | Кеті Перрі             | Перемога  |
| 2011 | Billboard Music Awards          | Top Digital Songs        | Кеті Перрі             | Перемога  |
| 2011 | MTV Video Music Awards          | Відео року               | Firework               | Перемога  |
| 2011 | MTV Video Music Awards          | Найкраще співробітництво | E.T.                   | Перемога  |
| 2011 | MTV Europe Music Awards         | Найкращий живий виступ   | California Dreams Tour | Перемога  |
| 2012 | Nickelodeon Kids' Choice Awards | Найкращий голос мультика | Кеті Перрі             | Перемога  |
| 2013 | MTV Europe Music Awards         | Найкраща співачка        | Кеті Перрі             | Перемога  |
| 2013 | MTV Europe Music Awards         | Найкращий поп-виконавець | Кеті Перрі             | Номінація |